# Somen Tchoyi
Somen Alfred Tchoyi (* 29. März 1983 in Douala, Kamerun) ist ein kamerunischer rhrmaliger Fußballnationalspieler. Mit dem FC Red Bull Salzburg wurde der Mittelfeldspieler zweimal Landesmeister sowie Fußballer des Jahres in Österreich. Zuvor wurde er bereits im Jahre 2007 Spieler des Jahres in Norwegen.

## Karriere
Tchoyi begann seine Karriere in seiner Heimat Kamerun bei PMUC Douala und wechselte 2004 zum Stadtrivalen Union Douala, ehe der norwegische Verein Odd Grenland auf ihn aufmerksam wurde. Nach guten Leistungen im Dress der Oddrane wechselte er 2006 zu Stabæk Fotball. 2008 unterschrieb er einen Vertrag bei FC Red Bull Salzburg in Österreich.
Gleich bei seinem Debüt für Salzburg, am 1. Spieltag gegen den SV Mattersburg, konnte er ein Tor erzielen. Drei Spieltage vor Ende der Saison 2008/09 konnte er mit Salzburg die Meisterschaft gewinnen. In der Saison 2009/10 hatte Tchoyi maßgeblichen Anteil an den Erfolgen der Salzburger in der Europa League und dem erneuten Gewinn der Meisterschaft. In der Europa League Gruppenphase, in der Salzburg mit sechs Siegen aus sechs Spielen Gruppenerster wurde, schoss er Tore gegen den FC Villarreal und Lazio Rom, wobei er gegen die Römer durch zwei Hackentricks die Verteidigung überwand und letztlich den Torhüter überhob. Zum Saisonende wurde er in einer Wahl von den Trainern, Managern und Präsidenten der österreichischen Bundesliga-Klubs zum Spieler der Saison gewählt. Während seiner Zeit in Salzburg machte er zudem mit einem Unfall mit Fahrerflucht auf sich aufmerksam. Dabei rammte er am 21. September 2008 um ca. 3:45 Uhr nur unweit seiner damaligen Spielstätte in Wals-Siezenheim im betrunkenen Zustand und nach einer Vorrangverletzung mit seinem Dienstauto ein Taxi, wobei dessen Fahrer verletzt wurde. Danach beging der Kameruner zudem noch Fahrerflucht, wurde aber wenig später von der Polizei gestellt. Tchoyi wurde umgehend der Führerschein abgenommen und im Mai 2009 wurde er zu einer Geldstrafe von 100 Tagessätzen zu 500 € verurteilt. Insgesamt entstanden dem Internationalen Gesamtkosten in Höhe von mehr als 68.000 €, wovon 22.000 € auf karitative Zwecke fielen, die als Geldstrafe vom Verein verhängt wurden, sowie 28.000 € aus Forderungen des Unfalllenkers. Der Rest teilt sich in Kosten für Verwaltungsstrafen, Versicherungsregress und den Kosten für das Auto auf. Zuvor war er bereits im Februar 2009 zu einem Monat bedingter Haft verurteilt worden; dieses Urteil wurde allerdings kurz darauf wieder gestrichen.
2010 schloss sich Tchoyi West Bromwich Albion in der englischen Premier League an, wo er einen Zweijahresvertrag unterschrieb. Im Sommer 2012 lief dieser aus. Danach absolvierte er diverse Probetrainings; unter anderem im August 2012 bei Birmingham City. Im Oktober desselben Jahres absolvierte er auch eine Probetrainingseinheit bei den Wolverhampton Wanderers.
Im Januar 2013 unterschrieb Tchoyi einen Vertrag beim deutschen Bundesligisten FC Augsburg bis zum Saisonende 2012/13 mit Option zur Verlängerung. Sein Bundesligadebüt gab er am 30. März 2013 (27. Spieltag) bei der 0:2-Niederlage im Heimspiel gegen Hannover 96 mit der Einwechslung für Torsten Oehrl in der 72. Minute. Augsburg verlängerte den Vertrag zum Saisonende nicht, so dass Tchoyi den Verein verlassen musste. Nach seinem kurzen Engagement bei Augsburg war Tchoyi fast eineinhalb Jahre ohne Verein, ehe er im Dezember 2014 für ein kurzes Gastspiel nach Indonesien zu Arema Malang wechselte. Danach ging er im Juli 2015 zurück nach Salzburg, allerdings zum SV Austria Salzburg. Dort wurde sein Vertrag im Jänner 2016 jedoch wieder aufgelöst, nachdem der Verein in finanzielle Schwierigkeiten geriet. Im Sommer 2016 heuerte er dann beim österreichischen Viertligisten UFC Markt Allhau an. Zu dieser Zeit war er auch in den österreichischen Medien, nachdem er in Folge einer Auseinandersetzung mit seiner Lebensgefährtin vom Balkon einer Wohnung im vierten Stock gesprungen und dabei schwer verletzt worden war.
Weitere unterklassige Stationen in den nächsten Jahren waren dann auch noch der SV Bürmoos, der ASV Taxham, der SC Konstanz-Wollmatingen oder der UFC Hallein. Bei keinem dieser österreichischen und deutschen Vereine kam er zu regelmäßigen Einsätzen und verließ den Verein meist nach kurzer Zeit wieder. 2019 wurde er auch mit dem FC 08 Villingen in Verbindung gebracht; zu einer Verpflichtung kam es in weiterer Folge jedoch nicht.

## Nationalmannschaft
Sein Debüt für die Nationalmannschaft von Kamerun gab er am 6. September 2008 im WM-Qualifikations Spiel gegen Kap Verde und konnte sogar den Siegtreffer zum 2:1 erzielen. Er nahm mit Kamerun am Afrika-Cup 2010 teil, schied dort aber im Viertelfinale gegen den späteren Afrika-Cup-Gewinner Ägypten aus. Für die WM 2010 in Südafrika wurde er aufgrund einer Verletzung, die er sich im letzten Ligaspiel beim SK Sturm Graz zugezogen hatte, nicht nominiert.

## Titel und Erfolge
bei Stabæk IF
- Norwegischer Meister: 2008
- Fußballer des Jahres in Norwegen: 2007

bei Red Bull Salzburg
- Österreichischer Meister: 2009, 2010
- Fußballer des Jahres in Österreich: 2010